# Chintamani
Chintamani é uma cidade e uma city municipal council no distrito de Kolar, no estado indiano de Karnataka.

## Geografia
Chintamani está localizada a 13° 24′ N, 78° 04′ L. Tem uma altitude média de 865 metros (2837 pés).

## Demografia
Segundo o censo de 2001, Chintamani tinha uma população de 65 456 habitantes. Os indivíduos do sexo masculino constituem 52% da população e os do sexo feminino 48%. Chintamani tem uma taxa de literacia de 67%, superior à média nacional de 59,5%; a literacia no sexo masculino é de 73% e no sexo feminino é de 60%. 12% da população está abaixo dos 6 anos de idade.